# Concurso Internacional de Tenis - Vigo 2009
Il Concurso Internacional de Tenis - Vigo 2009 è un torneo professionistico di tennis maschile giocato sulla terra rossa, che faceva parte dell'ATP Challenger Tour 2009. Si è giocato a Vigo in Spagna dal 10 al 16 agosto 2009.

## Partecipanti

### Teste di serie
| Nazionalità | Giocatore             | Ranking* | Testa di serie |
| ----------- | --------------------- | -------- | -------------- |
| Spagna      | Marcel Granollers     | 98       | 1              |
| Spagna      | Rubén Ramírez Hidalgo | 99       | 2              |
| Spagna      | Iván Navarro          | 112      | 3              |
| Spagna      | Santiago Ventura      | 113      | 4              |
| Spagna      | Pablo Andújar         | 124      | 5              |
| Spagna      | Pere Riba             | 157      | 6              |
| Paesi Bassi | Thiemo de Bakker      | 208      | 7              |
| Spagna      | David Marrero         | 216      | 8              |

- Ranking al 3 agosto 2009.

### Altri partecipanti
Giocatori che hanno ricevuto una wild card:
- Ignacio Coll-Riudavets
- Gregg Hill
- Pablo Lijo Santos
- Anton Peskov

Giocatori passati dalle qualificazioni:
- Adam Chadaj
- Pedro Clar-Rosselló
- Albert Ramos Viñolas
- Mathieu Rodrigues

## Campioni

### Singolare
Thiemo de Bakker ha battuto in finale  Thierry Ascione con il punteggio di 6–4, 4–6, 6–2

### Doppio
Thiemo de Bakker /  Raemon Sluiter hanno battuto in finale  Pedro Clar-Rosselló /  Albert Ramos Viñolas con il punteggio di 7–5, 6–2